# یکپارچه‌سازی دانش
یکپارچه‌سازی دانش فرایند ترکیب مدل‌های دانش (یا نمایش‌های) متعدد در یک مدل (نمایشی) مشترک است.
در مقایسه با یکپارچه‌سازی اطلاعات، که شامل ادغام اطلاعات با طرح‌ها و مدل‌های نمایشی متفاوت می‌باشد، ادغام دانش بیشتر بر ترکیب درک یک موضوع معین از دیدگاه‌های مختلف متمرکز است.
به عنوان مثال، تفسیرهای متعددی از مجموعه ای از نمرات دانش آموز امکان‌پذیر است که معمولاً هر کدام از منظر خاصی هستند. در صورتی که بتوان این تفاسیر را تحت یک مدل مشترک، مثلاً شاخص عملکرد دانش آموز، قرار داد، می‌توان به یک دیدگاه و درک کلی و یکپارچه از این اطلاعات دست یافت.
محیط علمی تحقیق مبتنی بر وب (WISE) از دانشگاه کالیفرنیا در برکلی در امتداد خطوط نظریه یکپارچه سازی دانش، توسعه یافته‌است.
ادغام دانش همچنین به عنوان فرایند ترکیب اطلاعات جدید در مجموعه ای از دانش موجود با رویکردی بین رشته‌ای مورد مطالعه قرار گرفته‌است. این فرایند شامل تعیین نحوه تعامل اطلاعات جدید و دانش موجود، نحوه تغییر دانش موجود برای تطبیق با اطلاعات جدید و نحوه اصلاح اطلاعات جدید در پرتو دانش موجود می‌باشد.
یک عامل یادگیری که به‌طور فعال پیامدهای اطلاعات جدید را بررسی می‌کند، می‌تواند انواع فرصت‌های یادگیری را شناسایی کرده و از آنها بهره‌برداری کند. به عنوان مثال، میتوان به حل تعارضات دانش و پر کردن شکاف‌های دانش اشاره کرد. با بهره‌برداری از این فرصت‌های یادگیری، عامل یادگیری می‌تواند فراتر از محتوای صریح اطلاعات جدید بیاموزد.
برنامه یادگیری ماشینی KI که توسط موری و پورتر در دانشگاه تگزاس در آستین توسعه یافته‌است، برای مطالعه استفاده از یکپارچه‌سازی دانش خودکار و نیمه خودکار برای کمک به مهندسان دانش در ایجاد یک پایگاه دانش بزرگ ایجاد شده‌است.
یک تکنیک امکان‌پذیر که می‌تواند مورد استفاده قرار گیرد تطبیق معنایی است. اخیراً، یک تکنیک مفید برای به حداقل رساندن تلاش در اعتبار سنجی و تجسم نقشه ارائه شده‌است که بر اساس نگاشت حداقلی است. نگاشت‌های حداقلی، نگاشت‌هایی با کیفیت بالا هستند، به‌طوری‌که
الف) همه نگاشت‌های دیگر را می‌توان از روی آنها به صورت خطی در اندازه نمودارهای ورودی محاسبه کرد
ب) هیچ‌یک از آنها را نمی‌توان بدون از دست دادن ویژگی الف حذف کرد.
دانشگاه واترلو یک برنامه کارشناسی ادغام دانش را در مقطع کارشناسی به عنوان یک رشته دانشگاهی یا واحد درسی اجرا می‌کند. این برنامه در سال ۲۰۰۸ شروع شد.